# P.A. Sparre

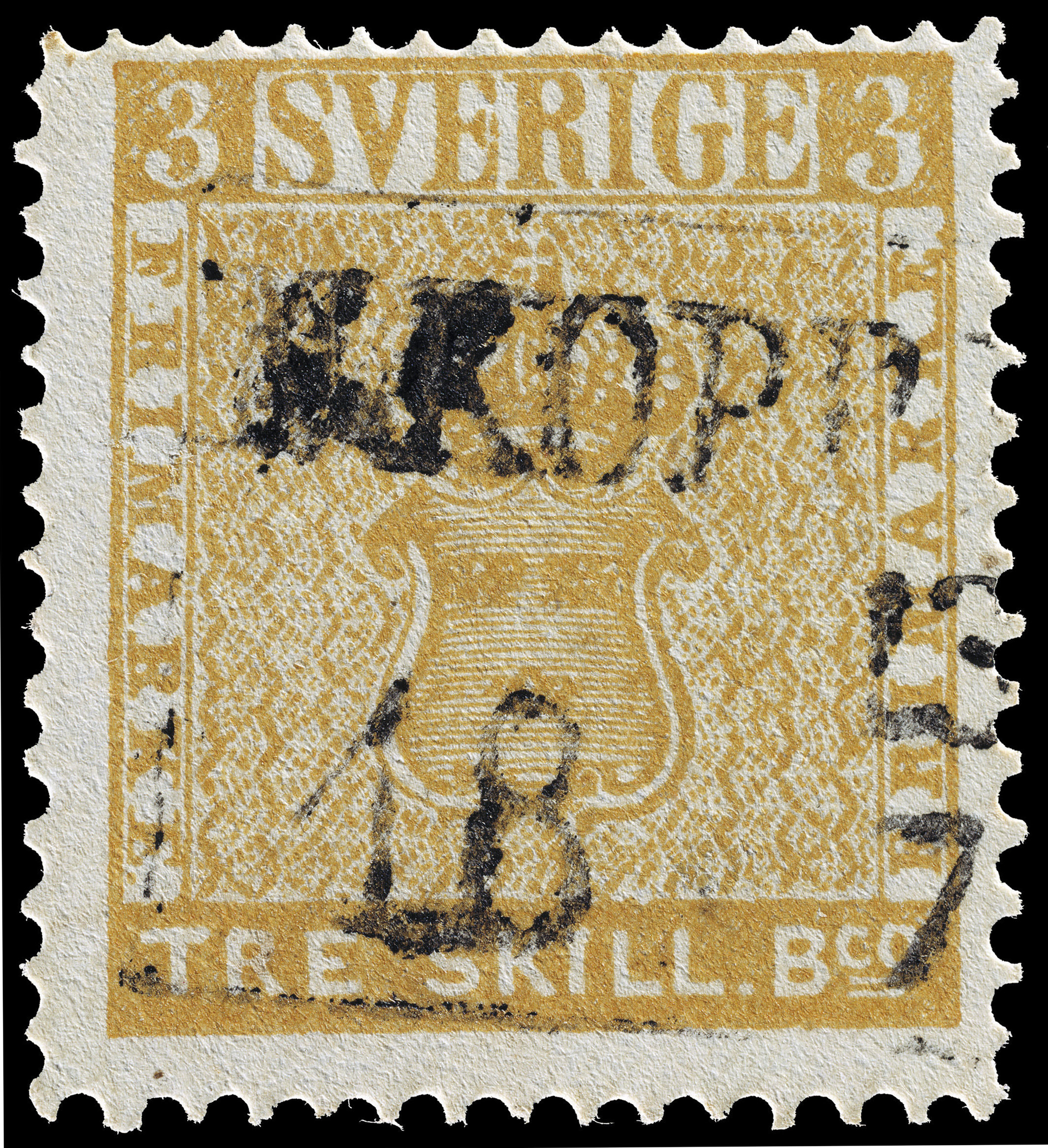
Gul tre skilling banco, gravyr av P.A. Sparre

Pehr Ambjörn Sparre af Söfdeborg, född 10 juni 1828 i Karlskrona, död 21 mars 1921 i Paris, var en svensk greve och uppfinnare. Han var son till översten och författaren Pehr Sparre och Eva Carolina Pijhlgardt och far till konstnären Louis Sparre. Han var gift med italienskan Teresita Adèle Josefa Gaetana Barbavara från 1862 och till hennes död 1867. 
Sparre avlade studentexamen vid Uppsala universitet 1847, var elev på Motala mekaniska verkstad 1848-1850 och deltog i riksdagen 1853/54-1856/58. Han var föreståndare för Riksbankens sedelpappersbruk i Tumba 1850-1852. Därefter öppnade han eget tryckeri som 1855-1871 framställde frimärken på uppdrag av Postverket. Feltrycket av frimärket 3 skilling banco gul, som skulle varit grön, trycktes på vad som kallas P. A. Sparres officin. Föreståndare vid feltryckets tillkomst, våren 1857, var emellertid Georg Scheutz. Efter några år lämnade Sparre nämligen över ansvaret för frimärkstillverkningen till Georg Scheutz och flyttade 1861 till Paris där han i princip förblev bosatt till sin död. Under Fransk-tyska kriget stod han i den franska regeringens tjänst. 
Sparre är den förste svensk som dokumenterat flugit vätgasballong då han 1851 fick följa med italienaren Joseph Tardini på två uppstigningar i Stockholm. Han var även uppfinnare och hans insatser spände över ett brett register: säkerhetspapper, vapen, cyklar, flygmaskiner, undervattensfarkoster, med mera. I den stora spännvidden på utmaningar låg också hans svaghet och till de relativt få uppfinningar som verkligen varit framgångsrika och lönsamma hör en maskin för hålslagning av mönsterkort för jacquardvävstolar och en perforeringsmaskin för frimärken.